# Les Joyeux Farceurs
Les Joyeux Farceurs est un tableau réalisé par le peintre français Henri Rousseau en 1906. De format vertical, cette huile sur toile de la série des Jungles représente des singes et un oiseau dans une jungle. Elle est aujourd'hui conservée au Philadelphia Museum of Art, à Philadelphie, en Pennsylvanie, aux États-Unis.

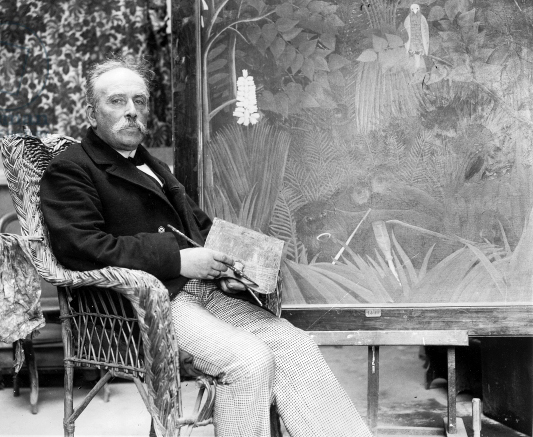
Photographie d'Henri Rousseau devant Les Joyeux Farceurs.